# Ocymyrmex fortior
Ocymyrmex fortior är en myrart som beskrevs av Santschi 1911. Ocymyrmex fortior ingår i släktet Ocymyrmex och familjen myror. Inga underarter finns listade i Catalogue of Life.